# Cnicothamnus
Cnicothamnus é um género botânico pertencente à família Asteraceae.